# Sidensjö
Sidensjö – miejscowość (tätort) w Szwecji w gminie Örnsköldsvik w regionie Västernorrland. Około 399 mieszkańców.